# Canela Airport
Canela Airport är en flygplats i Brasilien.   Den ligger i kommunen Canela och delstaten Rio Grande do Sul, i den södra delen av landet, 1 500 km söder om huvudstaden Brasília. Canela Airport ligger 825 meter över havet.
Terrängen runt Canela Airport är huvudsakligen kuperad, men åt nordost är den platt. Närmaste större samhälle är Canela, 2,4 km nordost om Canela Airport.
I omgivningarna runt Canela Airport växer i huvudsak städsegrön lövskog. Runt Canela Airport är det ganska tätbefolkat, med 116 invånare per kvadratkilometer.